# Moruga insularis
Moruga insularis is een spinnensoort uit de familie Barychelidae. De soort komt voor in Queensland.